# Lola Doillon
Pour les articles homonymes, voir Doillon.
Lola Doillon est une actrice, photographe et réalisatrice française née le 9 janvier 1975 à Charenton-le-Pont. Elle est la fille du réalisateur Jacques Doillon et de la monteuse Noëlle Boisson. Elle est aussi la demi-sœur de Lou Doillon, Lina Doillon, et de Lili Doillon.

## Biographie
Elle est très proche du milieu du cinéma depuis son enfance, et fait ses premiers pas devant la caméra de son père dans La Femme qui pleure, puis comme photographe de plateau sur Le Jeune Werther. Comme assistante réalisateur, elle intervient sur les films Petits Frères, Carrément à l'ouest et Raja, puis en 2002 sur l'Auberge espagnole de Cédric Klapisch.
Après avoir réalisé Et toi, t'es sur qui ? en 2007, son deuxième long métrage Contre toi, avec Kristin Scott Thomas et Pio Marmaï, sort en février 2011. Il s'agit d'un "huis clos" bâti autour du syndrome de Stockholm.
Le 26 juillet 2014, elle s'est mariée avec Cédric Klapisch, avec qui elle a eu une fille en 2000, Thaïs, et un fils en 2007 prénommé Émile.

## Filmographie

### Actrice
- 1979 : La Femme qui pleure de Jacques Doillon
- 1994 :  3 000 Scénarios contre un virus de Jean Achache

### Réalisatrice
- 2005 : Faire contre mauvaise fortune, bonne majorette (court-métrage)
- 2005 : L'habit ne fait pas la majorette (court-métrage)
- 2005 : Une majorette peut en cacher une autre (court-métrage)
- 2006 : 2 filles (court-métrage)
- 2007 : Et toi, t'es sur qui ?
- 2008 : X femmes (série de courts-métrages pornographiques), diffusée sur Canal+, saison 1, épisode Se faire prendre au jeu
- 2010 : Contre toi
- 2015 : Dix pour cent (série télévisée), saison 1, épisodes 5 et 6
- 2016 : Le Voyage de Fanny
- 2023 : Salade grecque (série télévisée), 3 épisodes
- 2025 : Différente

### Scénariste
- 2005 : Faire contre mauvaise fortune, bonne majorette (court-métrage)
- 2005 : L'habit ne fait pas la majorette (court-métrage)
- 2005 : Une majorette peut en cacher une autre (court-métrage)
- 2006 : 2 filles (court-métrage)
- 2007 : Et toi, t'es sur qui ?
- 2008 : X femmes (série de courts-métrages pornographiques), diffusée sur Canal+, saison 1, épisode Se faire prendre au jeu

### 1reassistante réalisatrice
- 1999 : Petits Frères de Jacques Doillon
- 2001 : Carrément à l'ouest de Jacques Doillon
- 2002 : L'Auberge espagnole de Cédric Klapisch
- 2003 : Ni pour ni contre (bien au contraire) de Cédric Klapisch
- 2003 : Raja de Jacques Doillon

### Directrice de casting
- 1999 : Petits frères de Jacques Doillon